# 32 Большой Медведицы
32 Большой Медведицы (лат. 32 Ursae Majoris), HD 88983 — одиночная звезда в созвездии Большой Медведицы на расстоянии приблизительно 257 световых лет (около 79 парсеков) от Солнца. Видимая звёздная величина звезды — +5,76m.

## Характеристики
32 Большой Медведицы — белый гигант спектрального класса A8III. Радиус — около 2,64 солнечных, светимость — около 26,69 солнечных. Эффективная температура — около 8017 К.